# Urografia

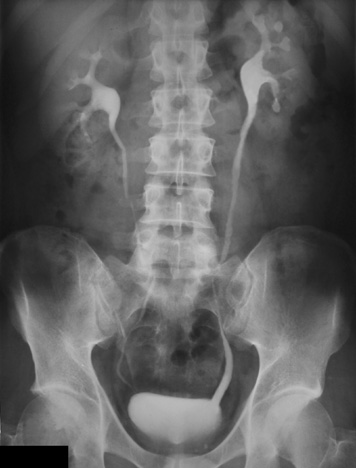
Uma imagem radiológica do sistema urinário.

Urografia excretora, urografia retrógrada, pielograma intravenoso ou pielografia são procedimentos radiológicos utilizados para observar as anormalidades do sistema urinário, incluindo os rins, ureteres, bexiga urinária e uretra.